# Dragoljub Ojdanić
Dragoljub Ojdanić (em sérvio:  Драгољуб Ојданић; Užice, 1 de junho de 1941 - Belgrado, 6 de setembro de 2020) foi um general de exército sérvio exército que serviu como Chefe do Estado-Maior das Forças Armadas da Iugoslávia e Ministro da Defesa da Iugoslávia. Ojdanić comandou o corpo Uzice durante a Guerra da Bósnia e foi julgado e condenado pelo TPIJ pela deportação e transferência forçada de albaneses do Kosovo durante a Guerra do Kosovo.

## Educação e carreira
Em 1958, Ojdanić estudou na Academia Militar Iugoslava e formou-se em 1964. Foi vice-comandante do 37º Corpo, com comando em Užice. Foi promovido a Major-General em 20 de abril de 1992 e tornou-se comandante do Corpo de Užice. Sob o seu comando, o Corpo de Užice foi destacado para operações militares no leste da Bósnia durante a guerra na Bósnia-Herzegovina.
Ele serviu como Chefe do Estado-Maior do Primeiro Exército da Iugoslávia em 1993 e 1994. De 1994 a 1996, foi comandante do Primeiro Exército. Em 1996, tornou-se vice-comandante do Estado-Maior. Em 1998, Slobodan Milošević nomeou Ojdanić Chefe do Estado-Maior do Exército Iugoslavo. Foi também Chefe do Estado-Maior durante a Operação Força Aliada da OTAN. Em fevereiro de 2000, após a morte do ministro da Defesa Pavle Bulatović, foi nomeado ministro da Defesa da Iugoslávia.

## Julgamento e sentença do TPIJ
Em 25 de abril de 2002, Ojdanić foi transferido pelo governo iugoslavo para o Tribunal Penal Internacional para a ex-Jugoslávia (TPI) em Haia. Ojdanić foi autorizado a comparecer ao funeral de Milošević em março de 2006. Em 26 de fevereiro de 2009, o TPIJ condenou Ojdanić a 15 anos de prisão, após uma condenação por deportação e transferências forçadas de albaneses do Kosovo.
Em 27 de maio de 2009, o recurso do caso Ojdanić foi julgado. O co-advogado de Ojdanić no recurso foi Peter Robinson, dos Estados Unidos. Em janeiro de 2013, Ojdanić admitiu publicamente sua participação em crimes de guerra contra os albaneses do Kosovo e retirou o recurso contra sua condenação. Em 29 de agosto de 2013, Ojdanić recebeu liberdade antecipada e passou a viver na Sérvia até falecer em Belgrado em 6 de setembro de 2020.